# Statue de Lichessol
La pierre sculptée de Lichessol, appelée à tort statue-menhir de Lichessol, est une pierre monolithique sculptée située à Saint-Agrève, en Ardèche, dans la région Rhône-Alpes.

## Localisation
La pierre sculptée est située à Saint-Agrève, en Ardèche.

## Description
Le bloc, qui comportait la sculpture d'un visage sur sa partie haute, a été réemployé comme pierre à bâtir dans le mur est de l'ancienne école du hameau de Lichessol. Elle a été décapitée accidentellement en 1979 par un camion. La partie basse de la pierre est toujours présente dans le mur ; la tête, quant à elle, est conservée à la bibliothèque de Saint-Agrève.
D'après Bertrand Le Tourneau, la pierre provenait d'un menhir dressé pour représenter un dieu de la fécondité. Par arrêté du 31 mai 1961, la pierre a ainsi été classée au titre des monuments historiques  sous la dénomination de statue-menhir de Lichessol. Le préhistorien Paul Bellin considère que la représentation n'est pas archaïque ni de l'art naïf et que la sculpture, qui ne concerne qu'un visage, ne peut pas être qualifiée ni de statue, ni de statue-menhir.